# Mocydia croceus
Mocydia croceus är en insektsart som beskrevs av Herrich-schaeffer 1837. Mocydia croceus ingår i släktet Mocydia och familjen dvärgstritar. Inga underarter finns listade i Catalogue of Life.